# Solanum pinetorum
Solanum pinetorum är en potatisväxtart som först beskrevs av Lyman Bradford Smith och Robert Jack Downs, och fick sitt nu gällande namn av Lynn Bohs. Solanum pinetorum ingår i släktet skattor som ingår i familjen potatisväxter. IUCN kategoriserar arten globalt som nära hotad. Inga underarter finns listade i Catalogue of Life.